# 真浄院 (藤沢市)

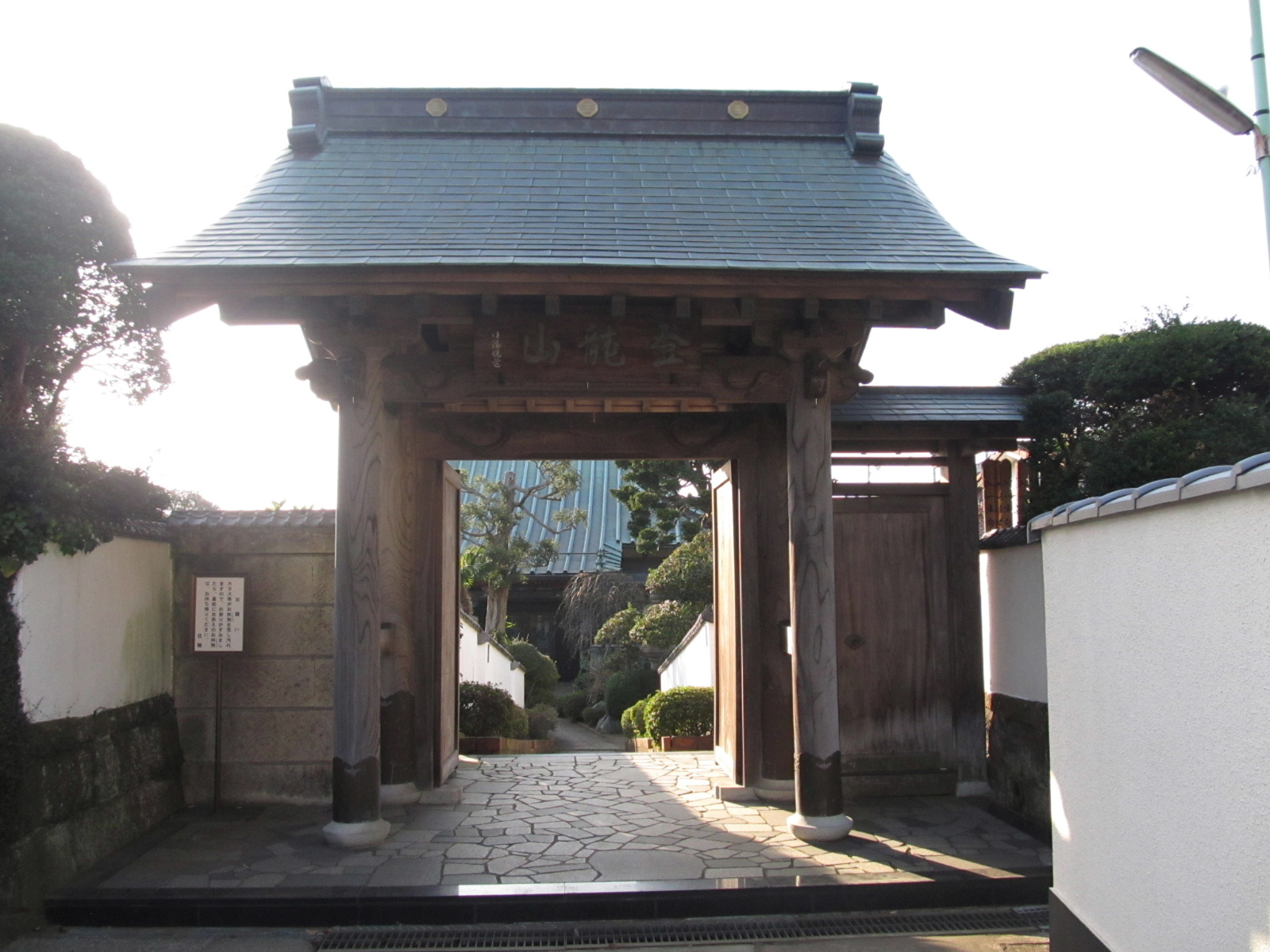
真浄院の山門

真浄院（しんじょういん、しんじょいん）は、神奈川県藤沢市西富一丁目にある時宗の寺院。

## 概要
清浄光寺の塔頭の筆頭である。住職を本山役僧が務め、講中の宿泊所だった。歴代上人が法燈をつぐ時や、遊行から帰ってきた場合にはここで宿泊することになっていた。

## 歴史
創建は清浄光寺とほぼ同じ正中2年（1325年）頃と伝えられ、開山も他阿呑海である。寺に関する文献は1880年（明治13年）11月26日の火事によって消失してしまった。

## 本尊
- 阿弥陀如来

## 交通
- 鉄道
  - 藤沢駅
- 道路
  - 国道467号